# EMRP
EMRP steht für effektive monopole Strahlungsleistung (in einer gegebenen Richtung) (englisch – effective monopole radiated power (e.m.r.p.) (in a given direction)) und ist – entsprechend Artikel 1.163 der Vollzugsordnung für den Funkdienst (VO Funk) der Internationalen Fernmeldeunion (ITU) – definiert als «Produkt aus der Leistung, die der Antenne zugeführt wird, und ihr Gewinn, bezogen auf eine kurze Vertikalantenne (oft auch: Groundplane-Antenne, Monopolantenne oder Marconi-Antenne), in einer gegebenen Richtung».

## Ermittlung
{\displaystyle EMRP={P_{s}\cdot G_{v}}}
mit
- Ps: in die Antenne eingespeiste Leistung (in Watt),
- Gv: Antennengewinn gegenüber einer kurzen Vertikalantenne (dimensionslos).

Wenn keine Richtung angegeben wird, gilt der Wert für die Hauptstrahlrichtung der Sendeantenne, in der gleichzeitig ihr Antennengewinn am größten ist.
Als Bezugsantenne für den Antennengewinn dient hier eine kurze Monopolantenne. Diese Antennenform – und damit auch die EMRP – ist nur im Lang- und Mittelwellenbereich von Bedeutung, da nur dort vertikale selbststrahlende Masten mit Erdnetz (Monopole) als Sendeantennen verwendet werden. 
In der Praxis wird die tatsächlich in die Bodenwelle abgestrahlte EMRP durch Messungen im Fernfeld des Lang- oder Mittelwellensenders bestimmt. Eine EMRP von 1 Kilowatt erzeugt beispielsweise eine elektrische Feldstärke von 300 mV/m (entsprechend 109,5 dBµV/m) in einem Kilometer Entfernung von der Sendeantenne.
Für international koordinierte Lang- und Mittelwellenfrequenzen im Plan Genf '75 wird allerdings die maximal erlaubte EMRP eines Senders durch das Produkt seiner Ausgangsleistung und des theoretischen Antennengewinns einer verlustfreien Antenne festgelegt.
Ein häufig als Sendeantenne verwendeter Viertelwellen-Monopol besitzt einen Gewinn von 1,093 (entsprechend 0,39 dB) und ein Halbwellen-Monopol von 1,6 (entsprechend 2,04 dB), jeweils gegenüber einem kurzen Monopol über ideal leitender Erde.

## Zusammenhang mit ERP und EIRP
EMRP, ERP und EIRP unterscheiden sich nur in der Bezugsantenne für den Antennengewinn:
- bezieht man den Antennengewinn auf den Isotropstrahler, so spricht man von EIRP,
- bei Bezug auf einen Halbwellendipol von ERP.

Ein kurzer Monopol über ideal leitender Erde besitzt definitionsgemäß einen Antennengewinn von 1 (entsprechend 0 dB). Gegenüber einem Isotropstrahler beträgt sein Gewinn 3 (entsprechend 4,77 dBi) und gegenüber einem Halbwellendipol 1,83 (entsprechend 2,62 dBd):
{\displaystyle {\begin{aligned}EIRP&=3&&\cdot EMRP\\ERP&=1{,}83&&\cdot EMRP\end{aligned}}}
Oder beispielhaft in logarithmierten Einheiten:
{\displaystyle {\frac {EIRP}{\mathrm {dBm} }}={\frac {EMRP}{\mathrm {dBm} }}+{\frac {4{,}77}{\mathrm {dBi} }}}
{\displaystyle {\frac {ERP}{\mathrm {dBm} }}={\frac {EMRP}{\mathrm {dBm} }}+{\frac {2{,}62}{\mathrm {dBd} }}}

## Schreibweisen
EMRP wird oft wie eine physikalische Größe behandelt. Ihr wird folglich ein Wert zugewiesen. Eine andere Möglichkeit ist, EMRP hinter der Maßeinheit in Klammern zu stellen, z. B. Watt (EMRP). 